# Лобанов, Юрий Владимирович
Ю́рий Влади́мирович Лоба́нов (14 августа 1934 — 26 ноября 2009) — российский физик, кандидат физико-математических наук, старший научный сотрудник ОИЯИ, лауреат Государственной премии СССР. Соавтор открытий: «104-й элемент курчатовий», «Явление образования 105-го химического элемента Периодической системы Д. И. Менделеева», «Явление образования 103-го элемента Периодической системы Д. И. Менделеева».

## Биография
Родился 14 августа 1934 в г. Кузнецк Пензенской области.
Окончил Ленинградский политехнический институт (1958), экспериментальная ядерная физика.
Работал в ОИЯИ, последняя должность — старший научный сотрудник Лаборатории ядерных реакций им. Г. Н. Флёрова.
Научные интересы: ядерная физика тяжелых и трансурановых элементов; техника физического эксперимента. Автор 54 публикаций по физике деления, синтезу и свойствам трансурановых ядер.
Кандидат физико-математических наук.
Лауреат Государственной премии СССР. Соавтор открытий: «104-й элемент курчатовий», «Явление образования 105-го химического элемента Периодической системы Д. И. Менделеева», «Явление образования 103-го элемента Периодической системы Д. И. Менделеева».
Семья: жена, двое сыновей.
Умер 26 ноября 2009 года на 76 году жизни.